# Kaddish
Kaddish (av arameiska qaddis vilket betyder "helig") är en judisk bön, författad på arameiska, som ärar Guds härlighet. 
Det finns fyra kortare och längre varianter av kaddish, av vilka en speciell form sägs av sörjande som nyligen har mist en anhörig eller vän, men övriga varianter av kaddish används emellertid även dagligen för att uppdela gudstjänsten i sektioner. Dessa keddushim, som avgränsar bönegudstjänstens segment från varandra, reciteras inte av personer som ber en bönegudstjänst ensam, utan används endast i närvaro av en minjan.
I Malmö synagoga översattes kaddish på följande sätt 1950:
"Må hans stora namn upphöjas och helgas i den värld, som han har skapat efter sin vilja, må han låta sitt rike komma till makt i edert liv och i edra dagar, och i hela huset Israels levnad, snart, i en nära framtid. Härtill sägen: Amen!
Må hans stora namn vara välsignat i evighet och i evigheternas evighet.
Må den Heliges namn välsignas och prisas, äras och upphöjas, uppbäras och förhärligas, berömmas och lovsjungas. Må han lovprisas utöver all välsignelse, sång, pris och tröst som kan uttalas i världen. Härtill sägen: Amen! Halv kaddish slutar här.
- Följande del ingår endast i Kaddish-Tiskabbel : Mottag i barmhärtighet och med välbehag vår bön! Må hela Israels bön och åkallan mottagas av vår fader i himmelen! Härtill sägen: Amen! Den Eviges namn vare lovprisat nu och i all evighet!

- Följande del ingår endast i Rabbonon-kaddish : Över Israel och över dess lärare, över deras lärjungar och över deras lärjungars lärjungar, över alla, som syssla med Torahn, såväl på denna plats som på alla platser, ja, må över dem komma rik frid, ynnest och nåd, förbarmande och långt liv, rikligt uppehälle och hjälp från deras fader i himmelen och på jorden. Härtill sägen: Amen!

Följande del avslutar alla varianter av kaddish, utom halv kaddish:
Må himmelens rika frid och liv komma över oss och över hela Israel. Härtill sägen: Amen! I Kaddish-Tiskabbel infogas orden inom parentes: (Min hjälp kommer från den Evige, som har skapat himmel och jord.)
Må han som stiftar frid i sina höjder, låta frid råda över oss och över hela Israel. Härtill sägen: Amen!"